# Docteur Mystère
Docteur Mystère, il cui vero nome è Rama Rundjee, è un personaggio del fumetto Martin Mystère, edito dalla Sergio Bonelli Editore, ideato da Alfredo Castelli e realizzato graficamente da Giancarlo Alessandrini. È un avventuriero vissuto nel XIX secolo, capostipite della dinastia dei Mystère, ed è basato sull'omonimo personaggio creato da Paul d'Ivoi.

## Storia editoriale
(Alfredo Castelli)
Rama Rundjee debutta per la prima volta nell'albo 175 della serie Martin Mystère nell'ottobre 1996 per essere poi ripreso come protagonista in una storia contenuta nel Almanacco del Mistero del 1997 e di altri negli anni successivi. I suoi fumetti sono stati ristampati oltre che dalla Bonelli anche da Mondadori e Alessandro Editore.
Docteur Mystère è poi stato protagonista di un racconto in prosa scritto da Castelli (Docteur Mystère e il mistero del corvo), di un fumetto a puntate pubblicato sulla rivista Corriere del Mystero dell'associazione culturale A.Mys. (Docteur Mystere: Viaggio al centro della Terra Cava) e di un fumetto pubblicato in occasione della fiera Riminicomix del 2024 (Docteur Mystère: Il tesoro di Rimini).

## Biografia
Rama Rundjee è nato nel 1807 in India. Sua madre era un'inglese lontanamente imparentata con il governatore dell'India Richard Wellesley e suo padre un nobile e ricco indiano di altissima casta. Dopo gli studi a Bangalore, viaggiò per il paese, interessandosi delle discipline e delle tradizioni locali e conoscendo molti personaggi incredibili.
Nel 1838 si recò in Europa per apprendere le discipline occidentali, dove, nel 1840 a Le Havre, conobbe un orfanello di una decina d'anni, chiamato Cigale: è lui a soprannominarlo "Docteur Mystère", un nomignolo che utilizzerà pubblicamente aggiungendovi il nome Martin. Tra il 1850 e il 1856, grazie alla più sofisticata tecnologia dell'epoca, Rama fece costruire l'Hotel Elettrico, un avveniristico mezzo di trasporto.
Nel 1856, utilizzando la ferrovia costruita dal governatore James Andrew Broun-Ramsay, ritornò in India con Cigale e il veicolo. La collaborazione con il governatore durò poco a causa del suo modo di governare che, secondo Rama, avrebbe portato ad una rivolta. Infatti nel 1857 scoppiò la Rivolta dei Sepoy e l'Hotel Elettrico divenne un ospedale da campo in cui Mystère salvò molte vite. In quel periodo conobbe Allan Octavian Hume, con il quale progettò ciò che sarebbe diventato il Congresso Nazionale Indiano. Durante la permanenza in India si innamorò di Na-indra Menon e la sposò.
Nel 1868, Rama si trasferì in Inghilterra, nella tenuta di Lesser Hill, dove sottopose il progetto del Congresso Nazionale Indiano al Primo ministro William Ewart Gladstone.
Nel 1890 a Parigi, incontrò lo scrittore Paul d'Ivoi, al quale raccontò alcune sue imprese che ispirarono i romanzi Le docteur Mystère e Cigale en Chine.
Il Docteur, negli ultimi anni della sua vita, dimostrò molti meno anni di quanti non ne avesse veramente, grazie all'utilizzo di un farmaco ricavato da alcune piante indiane. Il farmaco, però, venne distrutto in un incendio, causato dallo stesso Mystère in stato di sonnambulismo. Da quel giorno provò una forte nostalgia per l'India, il suo carattere si incupì e una mattina scomparve: era tornato in India a cercare nuove radici. Morì, senza averle trovate, nel 1898.

## Pubblicazioni
| Data          | Prima edizione                                      | Titolo                                               | Titolo                                               | Soggetto         | Sceneggiatura    | Disegni                                            | Copertina                                 |
| ------------- | --------------------------------------------------- | ---------------------------------------------------- | ---------------------------------------------------- | ---------------- | ---------------- | -------------------------------------------------- | ----------------------------------------- |
| Dicembre 1997 | Almanacco del Mistero 1998 (Sergio Bonelli Editore) | Docteur Mystère e il Popolo delle Tenebre            | Docteur Mystère e il Popolo delle Tenebre            | Alfredo Castelli | Alfredo Castelli | Lucio Filippucci                                   | Giancarlo Alessandrini                    |
| Dicembre 1998 | Almanacco del Mistero 1999 (Sergio Bonelli Editore) | Docteur Mystère e gli scorridori del Selvaggio Ovest | Docteur Mystère e gli scorridori del Selvaggio Ovest | Alfredo Castelli | Alfredo Castelli | Lucio Filippucci                                   | Giancarlo Alessandrini                    |
| Dicembre 1999 | Almanacco del Mistero 2000 (Sergio Bonelli Editore) | Docteur Mystère e la guerra dei mondi                | Docteur Mystère e la guerra dei mondi                | Alfredo Castelli | Alfredo Castelli | Lucio Filippucci                                   | Giancarlo Alessandrini                    |
| Dicembre 2000 | Almanacco del Mistero 2001 (Sergio Bonelli Editore) | Docteur Mystère e gli orrori della Giungla Nera      | Docteur Mystère e gli orrori della Giungla Nera      | Alfredo Castelli | Alfredo Castelli | Lucio Filippucci                                   | Giancarlo Alessandrini                    |
| Aprile 2003   | Martin Mystère One Shot (Sergio Bonelli Editore)    | Generazioni                                          | La donna caduta dal cielo                            | Carlo Recagno    | Carlo Recagno    | Lucio Filippucci                                   | Giancarlo Alessandrini e Lucio Filippucci |
| Dicembre 2003 | Almanacco del Mistero 2004 (Sergio Bonelli Editore) | Docteur Mystère e gli orrori del castello maledetto  | Docteur Mystère e gli orrori del castello maledetto  | Alfredo Castelli | Alfredo Castelli | Lucio Filippucci                                   | Giancarlo Alessandrini                    |
| Luglio 2024   | Docteur Mystère: Il tesoro di Rimini (Freecom Srl)  | Docteur Mystère: Il tesoro di Rimini (Freecom Srl)   | Docteur Mystère: Il tesoro di Rimini (Freecom Srl)   | Stefano Fantelli | Stefano Fantelli | Antonio Sforza (matite) e Lucio Filippucci (chine) | Lucio Filippucci                          |

## Racconti
Nel 2010 inizia la pubblicazione a puntate di un racconto in prosa scritto da Castelli, intitolato Docteur Mystère e il mistero del corvo, sulla rivista Criminal Magazine, edita da Edizioni del Cerchio Giallo. Le prime due parti compaiono sui numeri 1 e 2, rispettivamente dell'ottobre 2010 e marzo 2011, mentre l'ultima parte, causa chiusura della rivista, viene pubblicata solo nel 2020 da Freecom Srl all'interno di uno spillato che presenta l'intero racconto in occasione di Riminicomix. Nel 2022 il racconto viene pubblicato da Cut-Up Publishing in un volume cartonato, intitolato I due dottori, insieme ad uno stralcio dell'opera originale di Paul d'Ivoi, tradotta appositamente da Alfredo Castelli, con l'obbiettivo di mettere a confronto le due versioni del personaggio.